# Va banque (teleturniej)
Va banque – polski teleturniej oparty na amerykańskim formacie Jeopardy! emitowany na antenie TVP2 w latach 1996–2003 i od 2020. Teleturniej sprawdza wiedzę ogólną, a dodatkowym zadaniem jego uczestników jest udzielanie odpowiedzi w formie pytań.
Producentem pierwszej odsłony programu (1996–2003) było przedsiębiorstwo Astro. Produkcję drugiej odsłony programu (emitowanej od 2020) Telewizja Polska postanowiła realizować we własnym zakresie (choć początkowo spółka Astro także była zaangażowana przy jej produkcji).

## Prowadzący
Pierwszą odsłonę programu, nadawaną w latach 1996–2003, prowadził aktor Kazimierz Kaczor. Pierwszym gospodarzem wznowionej odsłony teleturnieju, nadawanej od 2020 roku, był dziennikarz sportowy Przemysław Babiarz. Jego miejsce zajął w 2024 twórca internetowy i przedsiębiorca Radosław Kotarski (od 2024).
|                  |                    |                   |
| Kazimierz Kaczor | Przemysław Babiarz | Radosław Kotarski |
| lata 1996–2003   | lata 2020–2024     | od 2024           |

## Charakterystyka programu
Konwencja teleturnieju zakłada podawanie uczestnikom odpowiedzi, do których ci muszą układać pytania. Na przykład:
- Hasło: Był to syn Mieszka I oraz pierwszy koronowany władca Polski.
- Prawidłowa odpowiedź-pytanie: Kim był Bolesław I Chrobry?

Gdyby uczestnik nie zadał pytania, jego odpowiedź byłaby potraktowana jako nieprawidłowa. Gracz może zadawać pytania w bardzo różny sposób (byleby były one prawidłowo sformułowane), jednak koniecznością jest forma pytająca i zawarcie w nim szukanego rozwiązania.

## Zasady programu
W każdym odcinku bierze udział trzech zawodników. Gra składa się z trzech rund.

### Reguły gry
Rundy pierwsza i druga
Zasady pierwszej i drugiej rundy są względem siebie analogiczne.

Układ haseł na tablicy (na ilustracji kadr z amerykańskiej wersji programu, w polskiej wersji tablica ma podobny wygląd)

Zawodnicy mają przed sobą planszę z 30 hasłami – po 5 w 6 kategoriach tematycznych. Każde z haseł ma określoną wartość pieniężną, w pierwszym etapie są to: 100 zł, 200 zł, 300 zł, 400 zł i 500 zł (w pierwszych odcinkach prowadzonych przez Kazimierza Kaczora: 50, 75, 100, 125, 150 złotych; potem do 2003 roku włącznie: 100, 150, 200, 250, 300 złotych), w etapie drugim natomiast stawki są dwa razy wyższe. Grę w pierwszym etapie rozpoczyna zwycięzca poprzedniego odcinka (lub gracz wylosowany, jeśli wśród uczestników nie ma kontynuującego grę), w etapie drugim zawodnik z najmniejszym dorobkiem. W przypadku, gdy najniższy dorobek uzyskało dwóch lub trzech graczy, to grę w drugim etapie rozpoczyna wylosowana osoba.
Gra przebiega w sposób następujący: jeden z graczy wybiera hasło. Zawodnik, który zgłosi się najszybciej i udzieli właściwej odpowiedzi (w formie pytania), wybiera kolejne hasło. Za poprawną odpowiedź zawodnik otrzymuje wskazaną stawkę, za błędną jest ona odejmowana od stanu konta (dopuszczalny jest „debet”). Gdy nikt się nie zgłosi, nikt nic nie traci. W odsłonie rozpoczętej w roku 2020 jeśli uczestnik nie zastosuje w odpowiedzi formy pytającej: w pierwszej rundzie prowadzący może przypomnieć o obowiązku zadania pytania, w drugiej rundzie (i finale) odpowiedź nie jest zaliczana.
Zawodnicy mogą trafić na tak zwane premie. W rundzie pierwszej kryje się ona pod jednym polem, w rundzie drugiej zaś może być ich więcej (zazwyczaj pojawiają się dwie). Zawodnik, który na nią trafi (i tylko on) wybiera stawkę, o którą zagra – minimalnie 10 złotych (w latach 1996–2003 minimalnie najmniejszą stawkę na tablicy w danej rundzie), maksymalnie va banque, czyli cały bieżący dorobek; jeśli stan jego konta jest niższy od najwyższej wartości na tablicy, to największa stawka, jaką może postawić jest równa najwyższej wartości hasła w danej rundzie (w pierwszych stu kilku odcinkach drugiej odsłony zasada ta obowiązywała tylko w sytuacji, gdy zawodnik miał ujemny stan konta, gdy zaś na jego liczniku widniało przynajmniej 10 zł, najwyższą możliwą do obstawienia stawką była cała posiadana suma). Etap kończy się po odsłonięciu wszystkich haseł lub po upływie przewidzianego czasu gry.
Finał
Do trzeciej rundy wchodzą tylko uczestnicy z dodatnim stanem konta. Prowadzący podaje kategorię hasła. Następnie, przed usłyszeniem pytania, zawodnicy obstawiają stawki – od zera do całego dorobku (va banque). Prowadzący czyta hasło, a finaliści mają 30 sekund na napisanie właściwego pytania. Używają przy tym pióra świetlnego, które po upływie czasu automatycznie się wyłącza. Graczom, którzy odpowiedzieli poprawnie, dopisuje się obstawioną stawkę, tym zaś, którym się nie powiodło – odpisuje. Wygrywa zawodnik z najwyższym dorobkiem i tylko on ma prawo zachować całą wygraną z odcinka oraz wystąpić w kolejnym odcinku programu. W odcinku 284. drugiej odsłony (nadanym 29 września 2021 roku) rozpoczęto przyznawanie dodatkowej nagrody w wysokości 1000 zł dla zawodnika, który ukończy finał na drugiej pozycji; w przypadku remisu na drugiej pozycji (nawet w przypadku zerowych stanów kont) dodatkowy 1000 złotych otrzymuje gracz, którego stan konta był wyższy po drugiej rundzie. Jeśli po pytaniu finałowym żaden gracz nie będzie miał na koncie nawet jednej złotówki (wszyscy stracą wszystko), w danym odcinku nie ma zwycięzcy i w następnej grze uczestniczy trzech nowych graczy.
Remisy
W historii programu zdarzały się sytuacje, w których dwoje zawodników zakończyło finał z taką samą najwyższą kwotą. Według zasad obowiązujących w latach 1996–2003 w takiej sytuacji każdy z nich zabierał zdobyte pieniądze i przechodził do kolejnego odcinka (chyba że dany zawodnik występował po raz trzeci, wtedy kończył swój udział w programie).
Od 2020 roku regulamin w przypadku remisu przewiduje dogrywkę – dodatkowe zadanie bez wartości pieniężnej, mające na celu wyłącznie wyznaczenie zwycięzcy odcinka (w wersji amerykańskiej zasadę tę wprowadzono w 2014 roku).
Wielokrotny udział
Zwycięzca odcinka może wystąpić w kolejnym wydaniu programu. Może brać udział w maksymalnie pięciu odcinkach, chyba że wcześniej przekroczy próg 100 000 złotych – wtedy zabiera tę kwotę. W latach 1996–2003 uczestnicy mogli wystąpić maksymalnie trzy razy. Na początku reaktywowanej edycji (od 7 stycznia do 9 marca 2020) limit pięciu wystąpień nie obowiązywał.

### Turnieje Mistrzów
Dodatkowo, w latach 1996–2003 trzykrotni zwycięzcy występowali w Turnieju Mistrzów. Gra odbywała się systemem pucharowym.
Także od roku 2020 regulamin umożliwia organizowanie specjalnych wydań dla najlepszych zwycięzców oraz gości specjalnych.
- Pierwszy odcinek specjalny z udziałem najlepszych uczestników ukazał się 6 stycznia 2021 roku[9] (zakwalifikowali się do niego zawodnicy, którzy w 2020 roku zdobyli najwięcej pieniędzy; gra przebiegała zgodnie z zasadami zwykłego odcinka); zwycięzcą tego wydania został Paweł Jackowski.
- W pierwszej połowie stycznia 2022 roku wyemitowano turniej mistrzów z udziałem osiemnaściorga wielokrotnych zwycięzców teleturnieju[10]. Zakwalifikowali się do niego wszyscy uczestnicy, którzy w odcinkach nadanych od stycznia 2020 do czerwca 2021 (tj. od początku reaktywowanej odsłony programu do końca sezonu 2020/2021) wygrali przynajmniej pięć odcinków (bez względu na zdobyte pieniądze). Zwycięzcy sześciu ćwierćfinałów awansowali do dwóch półfinałów; dwóch zwycięzców półfinałów oraz jedna osoba, która zdobyła najwięcej punktów spośród półfinalistów, którzy nie wygrali swojej rozgrywki, awansowali do finału. W dwuodcinkowym finale o zwycięstwie decydowała suma punktów zdobytych w obu wydaniach. Zwycięzcą turnieju został Piotr Łoboda.
- W kwietniu 2023 roku wyemitowano drugi turniej mistrzów z udziałem kolejnych osiemnaściorga pięciokrotnych zwycięzców teleturnieju. Rozegrano go na tych samych zasadach, które obowiązywały poprzednim razem. Zwycięzcą turnieju został Marek Krukowski.
- W marcu 2025 roku wyemitowano trzeci turniej mistrzów z udziałem kolejnych osiemnaściorga pięciokrotnych zwycięzców teleturnieju. Rozegrano go na tych samych zasadach, które obowiązywały poprzednim razem. Zwycięzcą turnieju został Dominik Szura.

## Historia emisji

### Lata 1996–2003
Teleturniej po raz pierwszy nadano 1 marca 1996 roku. Jego emisja była ciągła, tj. nie miała przerw wakacyjnych (z wyjątkiem lata 2002 roku); zdarzały się jednak mniejsze przerwy w emisji, na przykład trzytygodniowa na przełomie lipca i sierpnia 1996 roku, spowodowana Letnimi Igrzyskami Olimpijskimi w Atlancie. Ostatnie wydanie tej odsłony teleturnieju ukazało się w maju 2003 roku. Na przestrzeni niecałych ośmiu rocznych sezonów telewizyjnych wyemitowano ok. 500–600 odcinków programu.
Poniższa tabela przedstawia uogólnione pory emisji teleturnieju.
| Pory emisji teleturnieju „Va banque” w latach 1996–2003 | Pory emisji teleturnieju „Va banque” w latach 1996–2003 |
| Przybliżony okres                                       | Pora emisji                                             |
| ------------------------------------------------------- | ------------------------------------------------------- |
| od marca 1996 do września 1996                          | piątek–niedziela 19.00                                  |
| od września 1996 do stycznia 1998                       | piątek–niedziela 18.35                                  |
| od stycznia 1998 do sierpnia 1999                       | poniedziałek–wtorek 18.35                               |
| od września 1999 do grudnia 1999                        | poniedziałek–wtorek 19.00                               |
| od stycznia 2000 do sierpnia 2000                       | wtorek 19.00                                            |
| od września 2000 do czerwca 2002                        | poniedziałek ok. 19.00                                  |
| od września 2002 do maja 2003                           | poniedziałek ok. 19.00                                  |

### Od roku 2020
Pod koniec roku 2019 ogłoszono powrót teleturnieju z nowym prowadzącym. Program znalazł się w zimowej ramówce TVP2, a jego emisja rozpoczęła się 7 stycznia 2020 roku i miała trwać także przez cały sezon wiosenny, jednak z powodu pandemii COVID-19 zawieszono ją 24 kwietnia (po 76 odcinkach). Przez cztery tygodnie sezonu wiosennego w paśmie „Va banque” nadawano nowy teleturniej pt. „Moja klasa – Back to School”. Premierowe wydania „Va banque” powróciły 31 sierpnia 2020 roku i były emitowane przez cały sezon 2020/2021, aż do 2 czerwca 2021 (191 odcinków). Powrót teleturnieju po przerwie wakacyjnej nastąpił 6 września 2021 roku; sezon 2021/2022 zakończono jednak stosunkowo wcześnie – 29 kwietnia 2022 roku (po 162 wydaniach) – podczas gdy dotychczas ostatnie wydania teleturniejów w sezonie zazwyczaj pojawiały się pod koniec maja bądź w czerwcu. Mimo to nie zrezygnowano z dalszej emisji teleturnieju od jesieni 2022 roku, a nawet zwiększono jej częstotliwość do siedmiu wydań w tygodniu. Pod koniec listopada 2022 roku przerwano emisję teleturnieju ze względu na transmisje mundialu w Katarze; premierowe odcinki powróciły jednak dopiero po przerwie okołoświątecznej, 2 stycznia 2023 roku. Ponownie emisję premier nadawca zakończył już w kwietniu. Program powrócił na antenę pod koniec sierpnia, lecz po trzech miesiącach emisja premier została wstrzymana. Powodem skrócenia sezonu jesiennego i wstrzymania emisji części produkcji, które zazwyczaj ukazywały się premierowo także w sezonie zimowym, miało być poszukiwanie przez Telewizję Polską oszczędności. Teleturniej wrócił 16 lutego 2024; z uwagi na przeniesienie Panoramy do pasma wieczornego teleturniej zaczął się ukazywać o 18.10, ponadto bez emisji w niedziele, sezon ponownie zakończono pod koniec kwietnia.
Okresy emisji podsumowuje poniższa tabela.
| Emisja teleturnieju „Va banque” od roku 2020 | Emisja teleturnieju „Va banque” od roku 2020 | Emisja teleturnieju „Va banque” od roku 2020 | Emisja teleturnieju „Va banque” od roku 2020 | Emisja teleturnieju „Va banque” od roku 2020                   | Emisja teleturnieju „Va banque” od roku 2020 |
| Sezon(y)                                     | Liczba odcinków                              | Początek emisji                              | Koniec emisji                                | Pora emisji                                                    | Źródło główne                                |
| -------------------------------------------- | -------------------------------------------- | -------------------------------------------- | -------------------------------------------- | -------------------------------------------------------------- | -------------------------------------------- |
| zima 2020, wiosna 2020                       | 76                                           | 7 stycznia 2020                              | 24 kwietnia 2020                             | poniedziałek–piątek 18.30 (od 7 stycznia do 25 listopada 2020) | [ 14 ] [ 16 ]                                |
| 2020/2021                                    | 191                                          | 31 sierpnia 2020                             | 2 czerwca 2021                               | poniedziałek–piątek 18.30 (od 7 stycznia do 25 listopada 2020) | [ 14 ]                                       |
| 2020/2021                                    | 191                                          | 31 sierpnia 2020                             | 2 czerwca 2021                               | poniedziałek–piątek 18.20 (od 26 listopada 2020)               | [ 14 ]                                       |
| 2021/2022                                    | 162                                          | 6 września 2021                              | 29 kwietnia 2022                             |                                                                | [ 14 ]                                       |
| 2022/2023                                    | 191                                          | 5 września 2022                              | 27 listopada 2022                            | codziennie 18.20                                               | [ 14 ]                                       |
| 2022/2023                                    | 191                                          | 2 stycznia 2023                              | 22 kwietnia 2023                             | codziennie 18.20                                               | [ 14 ]                                       |
| jesień 2023                                  | 88                                           | 28 sierpnia 2023                             | 23 listopada 2023                            | codziennie 18.20                                               | [ 14 ]                                       |
| wiosna 2024                                  | 61                                           | 16 lutego 2024                               | 29 kwietnia 2024                             | poniedziałek–sobota 18.10                                      | [ 14 ]                                       |
| jesień 2024                                  | 91                                           | 2 września 2024                              | 18 grudnia 2024                              | poniedziałek–sobota 18.15                                      | [ 14 ] [ 30 ]                                |
| wiosna 2025                                  | 64                                           | 3 marca 2025                                 | 21 maja 2025                                 | poniedziałek–sobota 18.15                                      | [ 14 ]                                       |

Wszystkie odcinki drugiej odsłony teleturnieju nadawca udostępnia w serwisie wideo na życzenie TVP VOD. Z powodu ograniczeń licencyjnych kolejne wydania są po paru latach wycofywane z platformy.

## Oglądalność w telewizji linearnej (od 2020)
Uwaga: Informacje dotyczące oglądalności opracowano na podstawie badań przeprowadzanych przez przedsiębiorstwo Nielsen. Odnoszą się one wyłącznie do pierwszych emisji telewizyjnych – nie uwzględniają oglądalności powtórek, wyświetleń w serwisach wideo na życzenie (np. TVP VOD) itp. Niemniej jednak podane wartości mogą dotyczyć oglądalności tylko w czasie pierwszej emisji telewizyjnej lub także z uwzględnieniem oglądania w tym samym dniu, ale nie w czasie emisji (VOSDAL).
Zimą i wiosną 2020 roku premiery teleturnieju w telewizji oglądało średnio 896 tysięcy widzów (6,9% udziału w paśmie). Najliczniej oglądane odcinki gromadziły widownię na poziomie ponad 1,1 miliona widzów.
Średnia widownia premier programu jesienią 2020 roku (31 sierpnia–21 grudnia) wyniosła 955 tys. osób (8,0% udziału w paśmie). Przez pierwszą połowę grudnia 2020 roku kolejne premierowe wydania teleturnieju śledziło 1,3 mln osób (10% udziału w paśmie). Premierę z 16 grudnia zobaczyło 1,37 mln widzów, a z 17 grudnia – 1,45 mln. Najlepszy wynik oglądalności od dnia reaktywacji teleturniej osiągnął 10 lutego 2021 roku, gdy program oglądało w telewizji 2,03 mln osób.
Premierowe wydania teleturnieju nadawane między 6 a 28 września 2021 roku na antenie TVP2 zdobywały oglądalność na średnim poziomie 1,15 mln widzów (12,2% udziału). Średnia widownia premier telewizyjnych całego sezonu 2021/2022 wyniosła 1,35 mln osób (11,9% udziału). Dwa najliczniej oglądane wydania w sezonie przekroczyły próg 1,7 mln widzów (średnio dla odcinka).
Średnia widownia programu w sezonie 2022/2023 wyniosła ok. 1,2–1,3 mln osób (11,4%).
Średnia widownia premier programu w sezonie jesiennym w 2023 roku (28 sierpnia–23 listopada) wyniosła 1,14 mln osób (11,5%).
Według serwisu Press.pl w okresie 16 lutego–11 marca 2024, tj. po zakończeniu przerwy zimowej i przeniesieniu Panoramy do pasma wieczornego, teleturniej na antenie TVP2 śledziło średnio 782 tys. widzów (7,5%). Według serwisu Wirtualnemedia.pl w nieco dłuższym czasie – od 16 lutego do 3 kwietnia – teleturniej na antenie TVP2 śledziło średnio 794 tys. widzów (7,8%).
W sezonie jesiennym w 2024 roku program oglądało średnio 652 tys. widzów (SHR: 6,8%).

## Oprawa programu

### Oprawa graficzna
Pierwsza odsłona programu (1996–2003)
Pierwsze logo programu stanowił obracający się ośmiościan foremny o połyskującym białym kolorze, na tle którego widoczny był tytuł programu, wzorowany na oryginale amerykańskim, zapisany charakterystyczną czcionką (w kolorze żółtym, napis spłaszczony ku środkowi).
Druga odsłona programu (od 2020)
Logotyp „Va banque” obowiązujący w latach 2020–2024 zbliżony był do jego poprzedniej wersji (różnił się ogonkiem litery „Q”). Czołówkę oraz logo przejęto z oprawy obowiązującej w amerykańskiej wersji teleturnieju w czasie 36. serii (sezon 2019/2020) dystrybucji lokalnej (syndication). Plansza tytułowa przedstawia różowo-fioletowe chmury i różowopomarańczowe fale. Oryginalną wersję oprawy zaprojektowało amerykańskie przedsiębiorstwo GameDay Creative.
W odcinkach nadawanych począwszy od 2 kwietnia 2024 roku zaczęto stosować wersję loga, które w Stanach Zjednoczonych weszło do użytku w 38. serii wersji syndicated (tj. w sezonie 2021/2022). Logo utrzymane jest w niebiesko-fioletowej kolorystyce, ze złotawymi elementami, i przedstawia kulę ziemską stanowiącą tło dla logotypu. Logotyp zawiera wykrzyknik – analogicznie do oryginalnej wersji formatu (w polskim jest on jednak nieco mniejszy). Nowa czołówka nawiązuje do sekwencji początkowych wprowadzonych w serii 34. (2017/2018) amerykańskiego oryginału (zaprojektowanych przez GameDay Creative) i kończy się przejściem do planszy tytułowej zaczerpniętej z amerykańskiej serii 38..
Autorem scenografii wprowadzonej w 2020 roku jest Michał Białousz.

### Oprawa muzyczna
Pierwsza odsłona programu (1996–2003)
W latach 1996–2003 podkładem muzycznym odtwarzanym podczas pisania odpowiedzi w finale był fragment kompozycji Bernarda Estardy’ego „Sunny Piano” z albumu „Light & Easy” wytwórni Tele Music.
Druga odsłona programu (od 2020)
Oprawę muzyczną (główny motyw muzyczny, dźwięki m.in. końca czasu, premii) stosowaną w latach 2020–2024 zapożyczono z wersji amerykańskiej obowiązującej w latach 2008–2021 (serie 25–37 odsłony syndicated). Jest to kolejna aranżacja głównego motywu muzycznego Merva Griffina i wykonało ją studio Chris Bell Music & Sound Design na 25-lecie nadawania Jeopardy! w dystrybucji lokalnej (ang. syndication).
Wraz ze zmianą prowadzącego w 2024 roku zaktualizowano oprawę muzyczną – analogicznie do zmian w wersji amerykańskiej w 38. serii odsłony syndicated (wrzesień 2021). Główny motyw muzyczny został przearanżowany przez Bleeding Fingers Music – wspólne przedsięwzięcie Hansa Zimmera, jego partnera biznesowego i Sony Music.  
Utwór odtwarzany w czasie finału odcinka nosi tytuł „Think!”, a jego kompozytorem jest Merv Griffin. Jego pierwotna wersja powstała jako kołysanka dla syna twórcy, Tony’ego i nosiła nazwę „A Time for Tony”. W roku 2021 na próbie 2200 Amerykanów przeprowadzono ankietę, w której sprawdzano rozpoznawalność motywów muzycznych znanych z popularnych programów telewizyjnych; utwór „Think!” był w niej najczęściej rozpoznawany (poprawnie zidentyfikowało go 76% respondentów).